# 新伊勢崎駅
新伊勢崎駅（しんいせさきえき）は、群馬県伊勢崎市中央町にある東武鉄道伊勢崎線の駅である。駅番号はTI 24。

## 歴史
- 1910年（明治43年）
  - 3月27日 - 東武伊勢崎線の太田駅 - 当駅間が開通し、開業[4][5][6]。
  - 7月13日 - 東武伊勢崎線の当駅 - 伊勢崎駅間開業[4][5][7]。
- 1927年（昭和2年）10月1日 - 東武伊勢崎線の館林駅 - 伊勢崎駅間電化[4]。
- 2006年（平成18年）3月18日 - 太田 - 伊勢崎間のワンマン運転開始[8]。浅草まで直通する列車は特急「りょうもう」1往復のみとなる。
- 2012年（平成24年）4月2日 - 新駅舎のデザインを決定[9]。
- 2013年（平成25年）
  - 3月16日 - ダイヤ改正により一般列車の太田駅以南への乗り入れが再度設定され館林駅までの運用となった。[要出典]
  - 10月19日 - 高架化工事完成、新駅舎供用開始[2][10]。

## 駅構造
伊勢崎市今泉町 - 伊勢崎駅間2.2 kmの連続立体交差事業が2013年（平成25年）10月19日に完了し、当駅は高架駅となった。
地上時代は2面3線のホームと中線を持つ構造だったが、高架化に伴って長さ130 mの2面2線で、相対式ホームとなった。
また、バリアフリー化のため、エレベーター2基や多機能便所なども整備されることになった。
なお、高架駅の供用開始後に仮駅舎などの解体を行い、西口に駅前広場が整備されるが、この事業では東口側には駅前広場は計画されなかった。
伊勢崎行きの普通列車では東日本旅客鉄道（JR東日本）両毛線との乗換駅は当駅ではなく隣の伊勢崎駅である旨のアナウンスがある。

### のりば
| 番線 | 路線     | 方向 | 行先                                                                                 |
| ---- | -------- | ---- | ------------------------------------------------------------------------------------ |
| 1    | 伊勢崎線 | 下り | 伊勢崎行き                                                                           |
| 2    | 伊勢崎線 | 上り | 太田・足利市・館林・ 東武スカイツリーライン 北千住・とうきょうスカイツリー・浅草方面 |

## 利用状況
2024年度の一日平均乗降人員は1,146人である。
近年の一日平均乗降人員の推移は下表のとおりである｡
| 年度               | 一日平均 乗降人員 | 出典       |
| ------------------ | ----------------- | ---------- |
| 1998年（平成10年） | 1,508             |            |
| 1999年（平成11年） | 1,455             |            |
| 2000年（平成12年） | 1,402             |            |
| 2001年（平成13年） | 1,370             |            |
| 2002年（平成14年） | 1,302             |            |
| 2003年（平成15年） | 1,250             | [ 広告 1 ] |
| 2004年（平成16年） | 1,257             | [ 広告 2 ] |
| 2005年（平成17年） | 1,271             | [ 広告 3 ] |
| 2006年（平成18年） | 1,288             | [ 広告 4 ] |
| 2007年（平成19年） | 1,286             | [ 広告 5 ] |
| 2008年（平成20年） | 1,392             |            |
| 2009年（平成21年） | 1,377             |            |
| 2010年（平成22年） | 1,337             |            |
| 2011年（平成23年） | 1,256             |            |
| 2012年（平成24年） | 1,239             |            |
| 2013年（平成25年） | 1,315             |            |
| 2014年（平成26年） | 1,284             |            |
| 2015年（平成27年） | 1,315             |            |
| 2016年（平成28年） | 1,250             |            |
| 2017年（平成29年） | 1,283             |            |
| 2018年（平成30年） | 1,314             |            |
| 2019年（令和元年） | 1,310             |            |
| 2020年（令和02年） | 1,016             |            |
| 2021年（令和03年） | 1,050             | [ 東武 3 ] |
| 2022年（令和04年） | 1,037             | [ 東武 4 ] |
| 2023年（令和05年） | 1,071             | [ 東武 5 ] |
| 2024年（令和06年） | 1,146             | [ 東武 1 ] |

## 駅周辺
- ベイシアIS伊勢崎店 - 1989年（平成1年）4月開業[13]、店舗面積約11,131 m2[13]（直営約8,749 m2[13]）、延べ床面積約21,031 m2[13]
- アイオー信用金庫本店
- あかぎ信用組合伊勢崎営業部
- NTT伊勢崎ビル
- 伊勢崎市役所
- 伊勢崎市ふくしプラザ
- 伊勢崎市南公民館
- 伊勢崎中央町郵便局
- 伊勢崎神社
- 伊勢崎市立南小学校
- 群馬県立伊勢崎工業高等学校
- 群馬県立伊勢崎清明高等学校
- ビジネスホテル伊勢崎平成イン

### バス
コミュニティバスあおぞらの宮郷・名和連絡バスのみ乗り入れている。

## ギャラリー

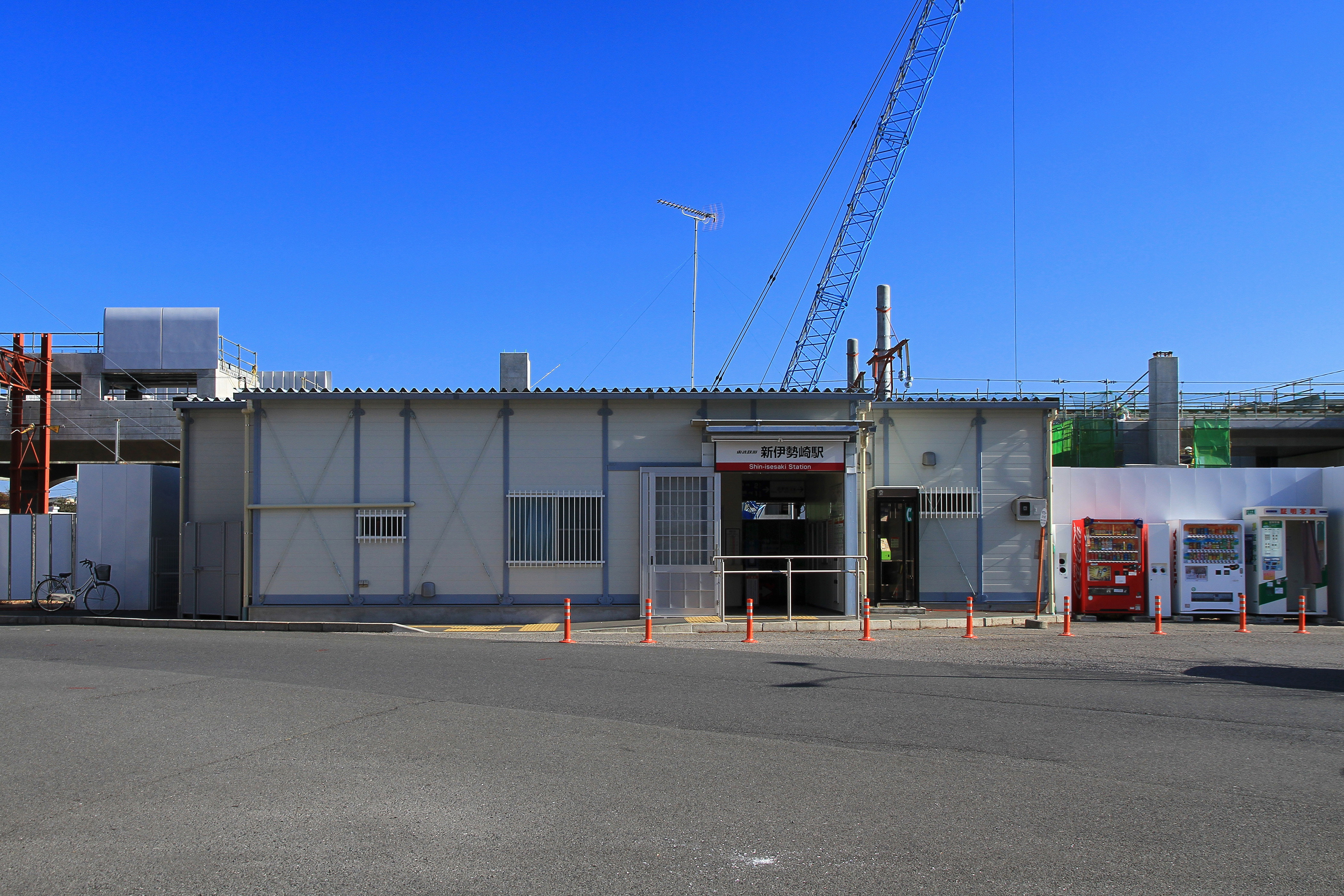
仮設駅舎（2012年12月）
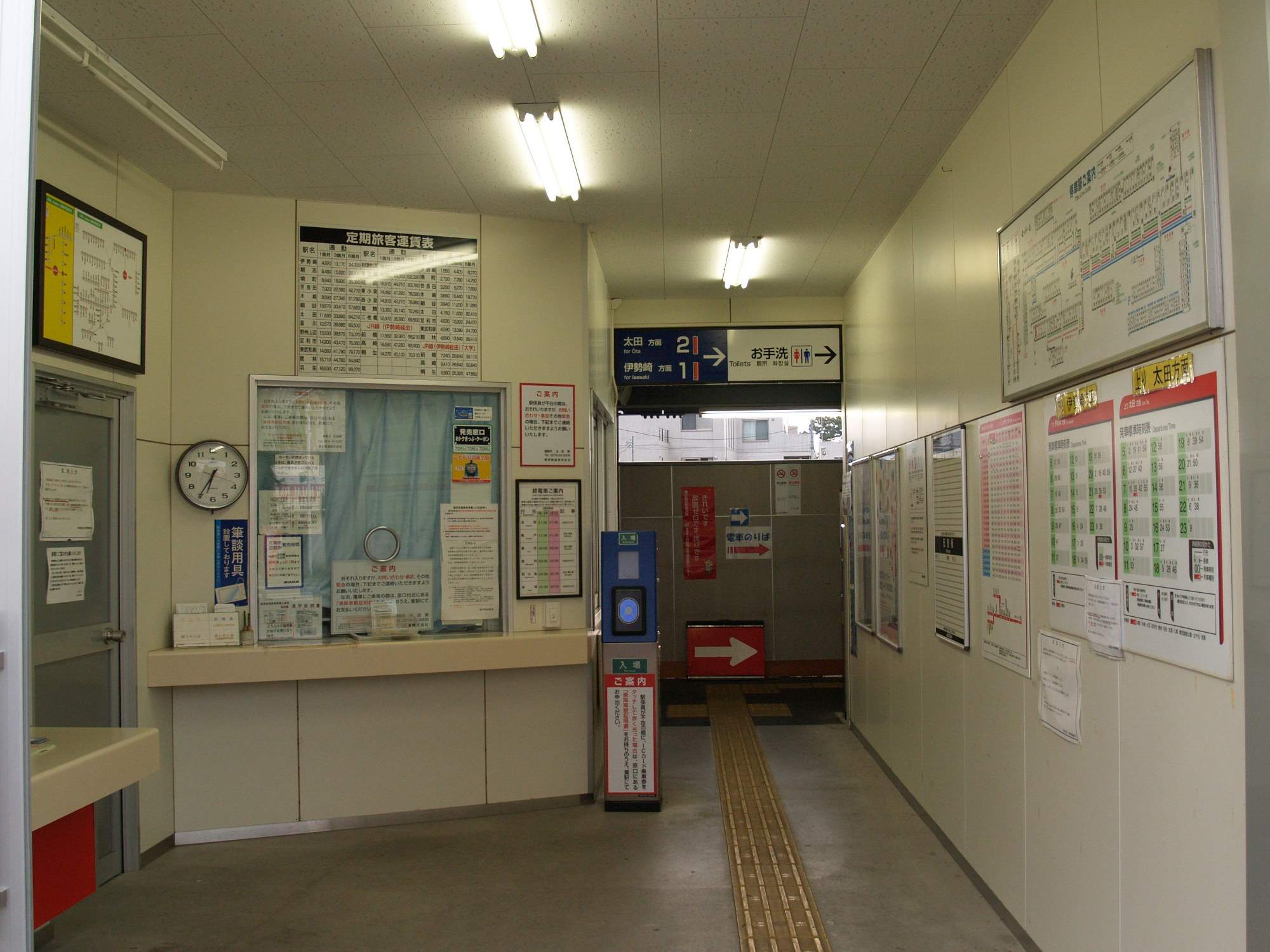
仮設駅舎改札口（2011年9月）
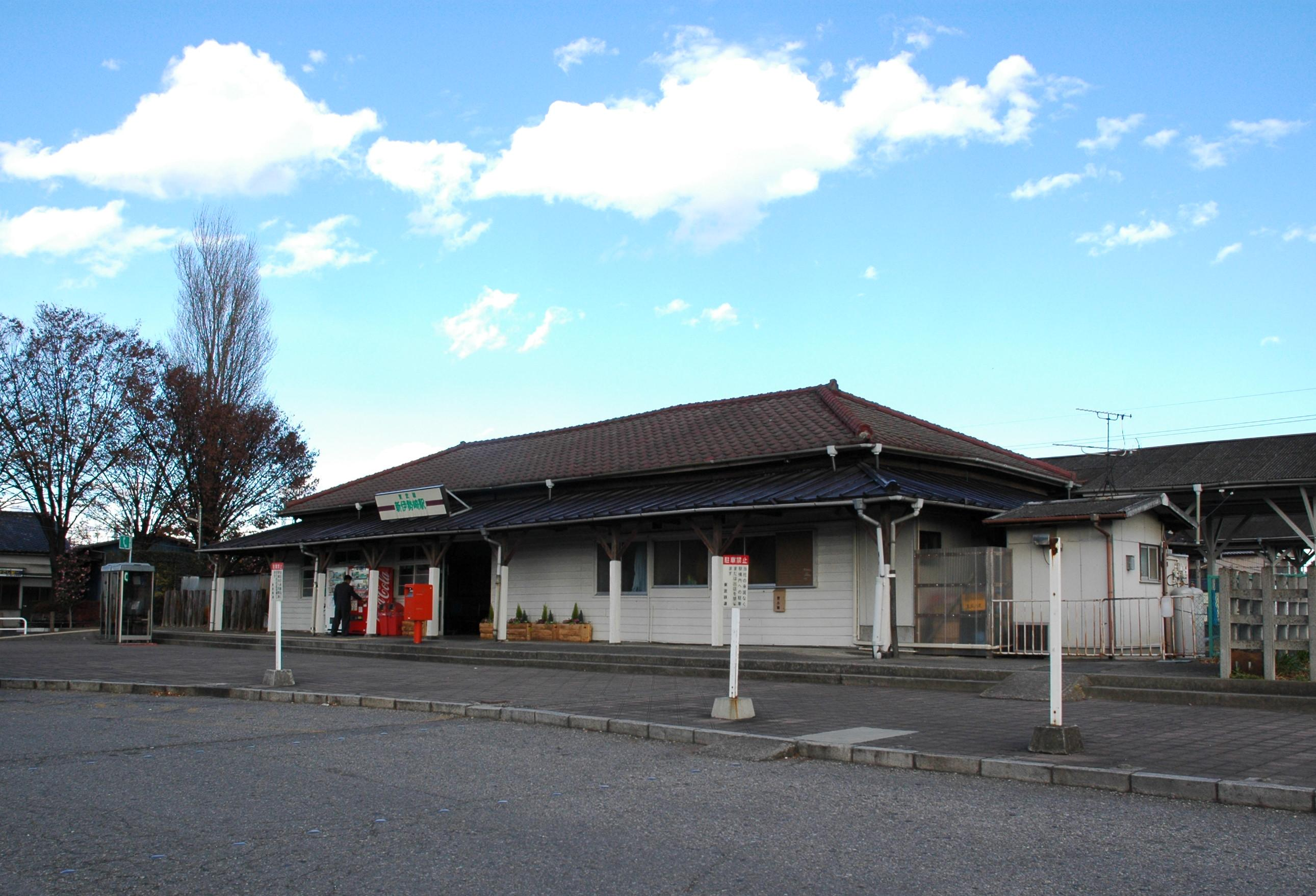
旧駅舎（2005年12月）

## 隣の駅
東武鉄道
 伊勢崎線
- ■特急「りょうもう」・■特急「リバティりょうもう」停車駅

■普通
剛志駅 (TI 23) - 新伊勢崎駅 (TI 24) - 伊勢崎駅 (TI 25)